# Caisse Générale de Reports et de Dépôts

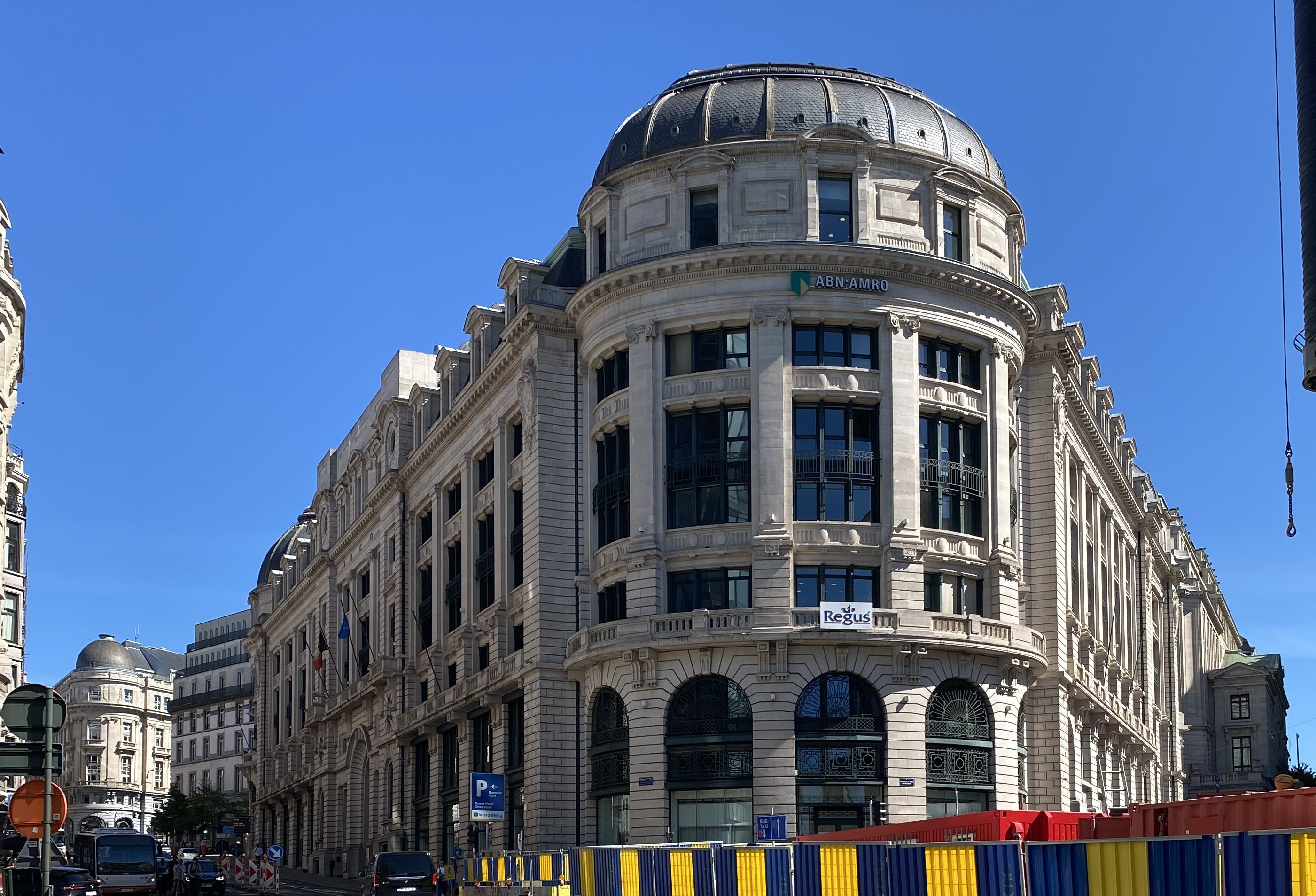
Voormalig hoofdkantoor van de Caisse Générale de Reports et de Dépôts

De Caisse Générale de Reports et de Dépôts, afgekort CGRD of CGR&D, was een Belgische bank met hoofdkantoor in Brussel. Ze werd opgericht in 1874, maar droeg vanaf 1940 de naam Banque de Reports et de Dépôts (BRD). Uiteindelijk werd de bank in 1953 overgenomen door de Banque Lambert.

## Geschiedenis
De Caisse Générale de Reports et de Dépôts werd opgericht in 1874 en was aanvankelijk gespecialiseerd in onderpandleningen aan effectenmakelaars. Aan het begin van de 20e eeuw liet de bank een prominent hoofdkantoor in het financiële district van Brussel bouwen, ontworpen door architect Paul Saintenoy en voltooid in 1911. Het voormalige hoofdkantoor ligt aan de Kanselarijstraat, de Koloniënstraat en de Warandeberg.
In 1935 werd bankier Charles Fabri, een voormalig algemeen directeur van de Banque d'Outremer, de controleaandeelhouder van de CGRD door een belang over te nemen dat eerder in handen was van de Société générale de Belgique. Deze laatste had het grootste deel van haar bankactiviteiten afgestoten naar de Générale de Banque. In 1939, een jaar na het overlijden van Fabri, kwam de bank in financiële moeilijkheden. Dit gebeurde in een context van ongunstige economische omstandigheden in België en specifiek het faillissement van de Amsterdamse vestiging van Mendelssohn & Co., waarin Fabri aanzienlijke investeringen had gedaan.
Hoewel de spaarders gespaard bleven, werd de CGRD begin 1940 geliquideerd. Haar activiteiten werden overgedragen aan een nieuw opgerichte entiteit, de Banque de Reports et de Dépôts. De nieuwe aandeelhouders, de Société générale de Belgique, de Banque de Bruxelles en de Société belge de Banque, ontvingen samen 40% van het aandelenkapitaal van de nieuwe entiteit, terwijl de voormalige CGRD-aandeelhouders, waaronder de familie Fabri, 60% behielden.
In 1947 richtte de BRD een dochteronderneming op in Belgisch-Congo, genaamd de Société congolaise de Banque.
In 1953 kocht de investeringsmaatschappij Cofinindus, gecontroleerd door Paul de Launoit en een aandeelhouder van de Banque de Bruxelles, het aandelenbelang van 33% van de familie Fabri in een poging om de BRD over te nemen. Die poging werd echter gedwarsboomd door de Belgische autoriteiten vanwege het mededingingsbeleid. In plaats daarvan werd de BRD overgenomen door de Banque Lambert, wat de basis vormde voor de dynamische groei van deze bank in de daaropvolgende jaren. In 1975 fuseerden de Banque de Bruxelles van de Launoit met de Banque Lambert van Léon Lambert tot de Banque Bruxelles Lambert, sinds 1998 onderdeel van de Nederlandse ING Groep.